# Astragalus andersonii
Astragalus andersonii är en ärtväxtart som beskrevs av Asa Gray. Astragalus andersonii ingår i släktet vedlar, och familjen ärtväxter. Inga underarter finns listade i Catalogue of Life.

## Bildgalleri

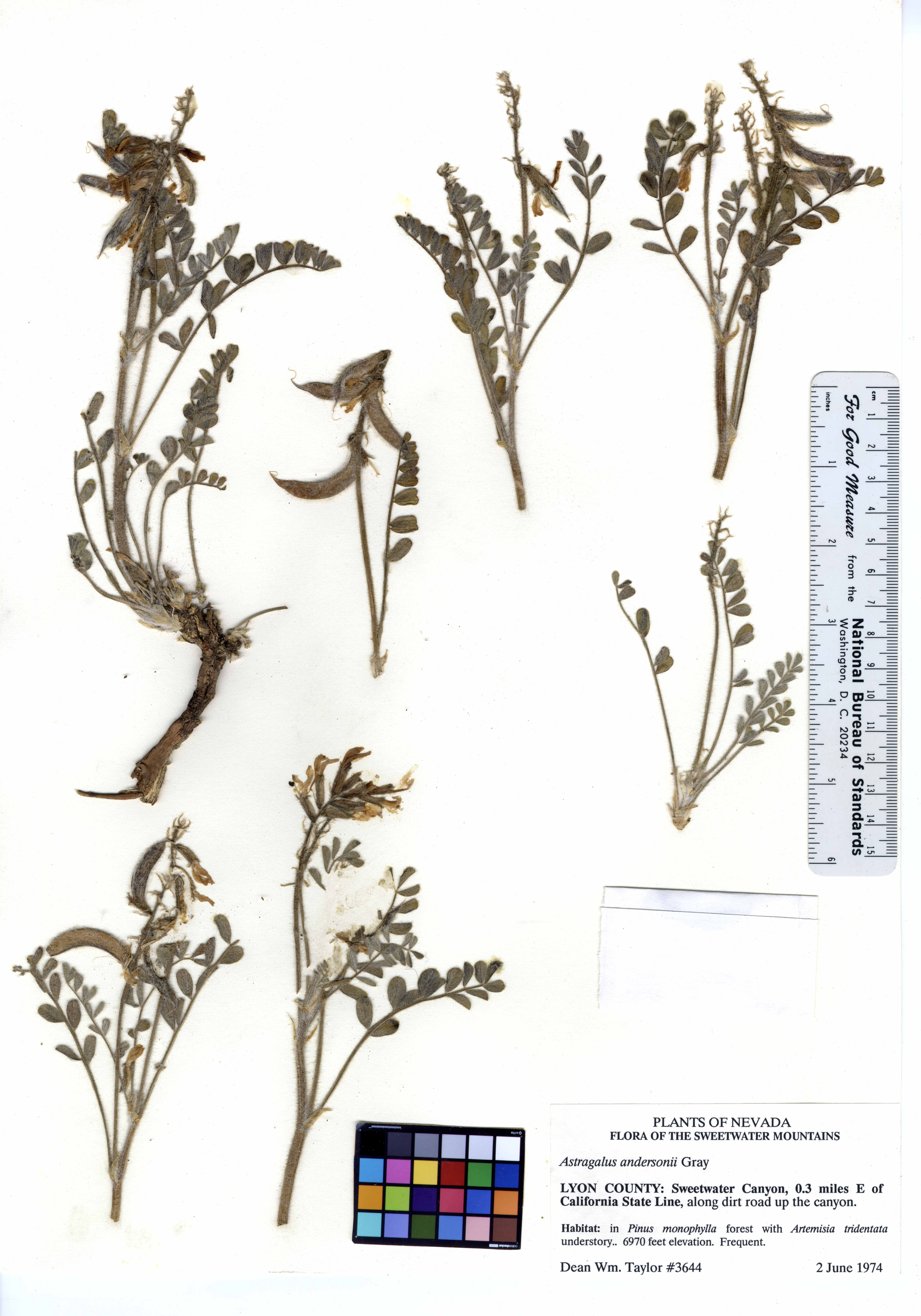